# Anaplecta marshallae
Anaplecta marshallae är en kackerlacksart som beskrevs av Fernando 1960. Anaplecta marshallae ingår i släktet Anaplecta och familjen småkackerlackor.
Artens utbredningsområde är Sri Lanka. Inga underarter finns listade i Catalogue of Life.